# Petäjäjärvi (Junosuando socken, Norrbotten)
Petäjäjärvi är en sjö i Pajala kommun i Norrbotten och ingår i Torneälvens huvudavrinningsområde.